# Edward Heyman
Edward Heyman, né le 14 mars 1907 à New York et mort le 30 mars 1981 à Jalisco au Mexique, est un parolier et producteur américain. Il est notamment célèbre pour les chansons Body and Soul, When I Fall in Love, This Is Romance et For Sentimental Reasons.
On lui doit aussi de nombreuses chansons pour le cinéma.

## Biographie
Il étudie à l'université du Michigan où il compose déjà des comédies musicales. Après ses études, il revient à New York et travaille auprès de Victor Young (When I Fall in Love), Dana Suesse (en), (You Oughta Be in Pictures (en)) et Johnny Green (Body and Soul, Out of Nowhere, I Cover the Waterfront et Easy Come, Easy Go).
De 1935 à 1952, il compose les textes des musiques des films Sweet Surrender, That Girl from Paris, Boucles d'or, Le Brigand amoureux, Delightfully Dangerous ou encore Poste avancé.
Son plus grand succès, Body and Soul, écrit en 1930 a été repris de nombreuses fois (Coleman Hawkins, 1939) et apparait dans de nombreux films tel Arrête-moi si tu peux en 2002.
Oscar de la meilleure chanson originale 1946 pour le titre Love Letters du film Le Poids d'un mensonge sur une musique de Victor Young, il a été intronisé au Songwriters Hall of Fame en 1975.